# Ruggero Pasquarelli
Ruggero Pasquarelli (Città Sant'Angelo, Pescara; 10 de septiembre de 1993), conocido artísticamente como Ruggero, es un actor, cantante y compositor italiano que ha realizado la mayor parte de su carrera en Argentina. Como actor se hizo conocido por sus papeles en las telenovelas de Disney Channel Latinoamérica Violetta (2012 - 2015), donde interpretó a Federico Paccini, y Soy Luna (2016 - 2018), donde interpretó a Matteo Balsano. Luego interpretó papeles más maduros en la telenovela Argentina, tierra de amor y venganza de Canal 13 en la cual interpretó el doble rol de Toro y Giancarlo, y en la serie original de Amazon Prime Video, Supernova, donde interpretó a June.

## Trayectoria

### Primeros años
Pasquarelli nació el 10 de septiembre de 1993 en Città Sant'Angelo, en la provincia de Pescara, región de Abruzos, sin embargo su familia es de origen napolitano. Sus padres se llaman Bruno y Antonella Pasquarelli. Desde niño, tomó clases de guitarra y de actuación.A los 15 años, Pasquarelli comenzó a tomar clases de canto, y desde los 16 también estudió piano. En la escuela secundaria, Pasquarelli estudió en un liceo pedagógico, y se especializó en artes y entretenimiento. Mientras era estudiante, fue vocalista de una banda de rock local llamada 65013.

### X Factor Italia
En 2010, durante su último año en la escuela secundaria, Pasquarelli hizo una audición para la cuarta temporada de la versión italiana del programa de talentos Factor X. Como resultado, fue elegido por Mara Maionchi como miembro de la categoría "Chicos". Durante el séptimo show en vivo, Pasquarelli terminó en los dos de abajo, por primera vez, junto con Cassandra Raffaele, pero solo el juez de Raffaele, Elio, votó para eliminar a Pasquarelli, y por lo tanto fue salvado. Finalizó una vez más en los dos de abajo durante el décimo show en vivo. A Pasquarelli no se le permitió actuar durante el enfrentamiento final, ya que tenía 17 años de edad y las leyes italianas no permiten actuaciones de personas menores después de la medianoche. Una actuación pregrabada fue transmitida en su lugar. El voto de los jueces resultó en un callejón sin salida, y la votación del público salvó a Nevruz, y Pasquarelli finalizó el concurso en el sexto lugar.

### 2012-presente: Violetta, Soy Luna y otros proyectos
En 2012, Ruggero fue elegido para interpretar a Federico en la serie original de Disney Channel Violetta.
Gracias a su éxito en Violetta, Disney lo convocó para protagonizar Soy Luna junto a Karol Sevilla en 2016, donde interpretó a Matteo Balsano. La serie fue un fenómeno internacional y consolidó su fama en toda América Latina y otras regiones del mundo.
Durante su etapa en Soy Luna, Ruggero también participó en el espectáculo musical “Soy Luna: El Concierto”, con el que recorrió varios países entre 2017 y 2018, cantando en vivo junto al elenco de la serie en estadios y teatros de Latinoamérica y Europa.
Después de su etapa con Disney, dio un giro hacia producciones más adultas. En 2019, fue parte del elenco de la telenovela argentina Argentina, tierra de amor y venganza, donde interpretó a Toro Leone, un personaje que le permitió mostrar una faceta más dramática y madura como actor.
En 2021 lanzó su primer álbum titulado “RUGGERO”, con un sonido pop latino que mezcla influencias italianas y argentinas. El álbum incluyó sencillos como “Puede” y “Bella”, con buena recepción en plataformas digitales.
En 2022 participó en Supernova, una serie juvenil argentina transmitida por Prime Video, en la que interpretó a June, uno de los protagonistas.
Ese mismo año publicó su segundo disco, “Volver a Cero”, una producción más introspectiva y personal, donde aborda temas como la transformación, los vínculos emocionales y la búsqueda de sí mismo. Este álbum marcó una evolución en su estilo musical, más maduro y experimental. La promoción de este disco lo llevó a realizar presentaciones en vivo en varios países de América Latina y Europa. Además, en el transcurso de su carrera musical, Ruggero firmó contrato con el sello discográfico Sony Music, con quienes ha desarrollado la mayoría de sus lanzamientos como solista, consolidando su presencia en la industria musical.
En 2024, Ruggero fue confirmado como parte del elenco de la producción internacional Cien años de soledad, la adaptación de la novela de Gabriel García Márquez producida por Netflix. Su participación en este proyecto marca su consolidación como actor en producciones de alto perfil y proyección global.
En junio de 2025 se confirmó que volvería a interpretar a Matteo Balsano, en la cuarta temporada de la serie Soy Luna, la cual se empezó a grabar en junio de 2025.

## Filmografía
| Televisión      | Televisión                                 | Televisión                               | Televisión                                                     |
| Año             | Título                                     | Rol                                      | Notas                                                          |
| --------------- | ------------------------------------------ | ---------------------------------------- | -------------------------------------------------------------- |
| 2010            | X Factor                                   | Participante                             | Concurso de telerrealidad. 6.º lugar                           |
| 2011-2012       | In Tour                                    | Tom                                      | Reparto principal                                              |
| 2011-2012       | Social King                                | Presentador                              | Concurso de telerrealidad                                      |
| 2012-2015       | Violetta                                   | Federico Paccini                         | Papel recurrente (temp. 1 y 2) Reparto principal (temporada 3) |
| 2016-2018, 2026 | Soy Luna                                   | Matteo Balsano                           | Protagonista, telenovela juvenil Disney Channel Latinoamérica  |
| 2019            | Argentina, tierra de amor y venganza       | Víctor "Toro" de LeoneGiancarlo de Leone | Reparto principal Papel recurrente                             |
| 2019            | Chueco en línea                            | Él mismo                                 | 1 episodio                                                     |
| 2019            | Disney Planet News: Miraculous: Planeteada | Adrien / Cat Noir                        | 1 episodio                                                     |
| 2021            | Soy Luna: El último concierto              | Él mismo /Matteo Balsano                 | Película concierto                                             |
| 2022            | Supernova                                  | June                                     | Reparto principal                                              |
| 2024            | Cien años de soledad                       | Pietro Crespi                            | Papel recurrente, serie de TV Netflix                          |

## Discografía

### Álbumes de estudio
| Título        | Detalles |
| ------------- | --- |
| Ruggero       | - Lanzamiento: 29 de abril de 2021 - Formatos: CD, descarga digital, streaming - Discográfica: Sony Music Argentina |
| Volver a Cero | - Lanzamiento: 7 de junio de 2022 - Formatos: CD, descarga digital, streaming - Discográfica: Sony Music Argentina  |

### Bandas sonoras
| Título                                                                   | Detalles | Posiciones en Listas | Posiciones en Listas | Posiciones en Listas | Posiciones en Listas | Posiciones en Listas | Posiciones en Listas | Posiciones en Listas | Posiciones en Listas | Certificaciones                                                |
| Título                                                                   | Detalles | ARG                  | AUT                  | FRA                  | GER                  | MEX                  | POL                  | PRT                  | SPA                  | Certificaciones                                                |
| ------------------------------------------------------------------------ | --- | -------------------- | -------------------- | -------------------- | -------------------- | -------------------- | -------------------- | -------------------- | -------------------- | -------------------------------------------------------------- |
| In Tour (con Martina Russomanno & Ariana Costantin)                      | - Lanzamiento: 21 de septiembre de 2012 - Formatos: CD, descarga digital, streaming - Discográfica: Walt Disney | —                    | —                    | —                    | —                    | —                    | —                    | —                    | —                    |                                                                |
| Soy Luna (con el elenco de Soy Luna)                                     | - Lanzamiento: 26 de febrero de 2016 - Discográfica: Walt Disney - Formatos: CD, descarga digital, streaming    | 1                    | 8                    | 6                    | 20                   | 5                    | 47                   | 3                    | 1                    | - AMPROFON: Oro - CAPIF: Platino - PROMUSICAE: Oro - ZPAV: Oro |
| Soy Luna - Música En Ti (con el Elenco de Soy Luna)                      | - Lanzamiento: 26 de agosto de 2016 - Discográfica: Walt Disney - Formatos: CD, descarga digital, streaming     | 1                    | 24                   | 29                   | 73                   | 10                   | —                    | 22                   | 11                   | - AMPROFON: Oro                                                |
| La Vida Es un Sueño (con el Elenco de Soy Luna)                          | - Lanzamiento: 3 de marzo de 2017 - Discográfica: Walt Disney - Formatos: CD, descarga digital, streaming       | 3                    | 17                   | 25                   | 32                   | 3                    | —                    | —                    | 5                    | - AMPROFON: Oro                                                |
| Soy Luna - Modo Amar (con el Elenco de Soy Luna)                         | - Lanzamiento: 6 de abril de 2018 - Discográfica: Walt Disney - Formatos: CD, descarga digital, streaming       | —                    | 28                   | —                    | 67                   | —                    | —                    | —                    | 18                   |                                                                |
| "—" denota que el álbum no se lanzó o no se posicionó en ese territorio. | |                      |                      |                      |                      |                      |                      |                      |                      |                                                                |

### Sencillos como artista principal
| "Probablemente"                                                                       | 2019 | —  | Sin álbum     |
| "No te voy a fallar"                                                                  | 2019 | —  | Sin álbum     |
| "Apenas son las 12" (con MYA)                                                         | 2019 | —  | Sin álbum     |
| "Puede"                                                                               | 2020 | 67 | Ruggero       |
| "Bella"                                                                               | 2020 | —  | Ruggero       |
| "Por eso estoy aquí" (con Tres Dedos)                                                 | 2020 | —  | Sin álbum     |
| "Dos extraños"                                                                        | 2020 | —  | Ruggero       |
| "Mil razones"                                                                         | 2020 | —  | Ruggero       |
| "Úsame" (con Dvicio)                                                                  | 2021 | —  | Ruggero       |
| "Si tú no estás"                                                                      | 2021 | —  | Ruggero       |
| "Avventura" (con Astol)                                                               | 2021 | —  | Amante        |
| "Senza una donna"                                                                     | 2021 | —  | Sin álbum     |
| "Se vive solo una vida"                                                               | 2022 | —  | Volver a Cero |
| "Ya fue"                                                                              | 2022 | —  | Volver a Cero |
| "Nos dejamos enseguida" (con Fabro)                                                   | 2022 | —  | Volver a Cero |
| "Duela lo que duela"                                                                  | 2022 | —  | Volver a Cero |
| "Se jodió"                                                                            | 2022 | —  | Volver a Cero |
| "Espejo"                                                                              | 2022 | —  | Volver a Cero |
| "Sigo aquí"                                                                           | 2022 | —  | Volver a Cero |
| "Historial"                                                                           | 2022 | —  | Volver a Cero |
| "Vamos pa la playa" (con Oscu, Migrantes & Nico Valdi)                                | 2022 | —  | TBA           |
| "Morocha"                                                                             | 2023 | —  | TBA           |
| "Mi una en 1M"                                                                        | 2023 | —  | TBA           |
| "Cero Drama"                                                                          | 2023 | —  | TBA           |
| "Serenata" (con Caztro)                                                               | 2023 | —  | TBA           |
| "Nico Valdi produciendo a Ruggero y Bernardita" (con Nico Valdi & Bernardita Sonzini) | 2024 | —  | TBA           |
| "ADN" (con Emanero)                                                                   | 2024 | —  | TBA           |
| "Enamorado de Ti" (con Mar Lucas and Oscu)                                            | 2024 | —  | La Inocente   |
| "Mil Kilos de Cemento"                                                                | 2024 | —  | TBA           |
| "No Me Gusta"                                                                         | 2024 | —  | TBA           |
| "Lady Madonna"                                                                        | 2025 | —  | TBA           |
| "Polanco"                                                                             | 2025 | —  | TBA           |
| "—" denota que el sencillo no se lanzó o no se posicionó en ese territorio.           |      |    |               |

### Como artista invitado
| "Rescata Mi Corazón" (Manuel Wirzt con Ruggero)                                 | 2024 | — | Sin álbum |
| "—" denotes releases that did not chart or were not released in that territory. |      |   |           |

### Sencillos promocionales
| Título | Año  | Álbum                       |
| --- | ---- | --------------------------- |
| "En Gira" (con el elenco de Violetta) | 2014 | Gira Mi Canción             |
| "Modo Amar" (con el elenco de Soy Luna) | 2018 | Modo Amar                   |
| "You Are Not Alone" (International) (con Meredith O'Connor, Minzy, Reekado Banks, luliana beregoi, Di Ferrero, Kwaw Kese, Kodie Shane, Mary Wilson, Asees Kaur, Abbas Jaafar, Mackenzie Sol, Rebecca Black, Ar’mon&Trey, Syndee Winters, Jett Prescott, Bedouine, Sound Sultan, Kim Se-hwang, Amanda Holley, Tvte & Maryse) | 2021 | Sin álbum                   |
| "Jodidamente" (con Migrantes) | 2021 | Sesión Acústica (Unplugged) |

### Otras apariciones
| Título                           | Año  | Otros artista(s)                                                                                           | Álbum                         |
| -------------------------------- | ---- | --- | ----------------------------- |
| "A Me Me Piace 'o Blues"         | 2010 | Ninguno | X Factor 4 Compilation        |
| "Tienes el Talento"              | 2012 | con el Elenco de Violetta                                                                                  | Cantar es lo que soy          |
| "Luz, Cámara, Acción"            | 2013 | Jorge Blanco, Diego Domínguez, Facundo Gambandé, Samuel Nascimento, Nick Garnier and Xabiani Ponce de León | Hoy somos más                 |
| "Esto No Puede Terminar"         | 2013 | con el Elenco de Violetta                                                                                  | Violetta en Vivo              |
| "Hoy Somos Más"                  | 2014 | con el Elenco de Violetta                                                                                  | Violetta - Il Concerto (Live) |
| "Tienes el Talento"              | 2014 | con el Elenco de Violetta                                                                                  | Violetta - Il Concerto (Live) |
| "Euforia"                        | 2014 | con el Elenco de Violetta                                                                                  | Violetta - Il Concerto (Live) |
| "Luz, Cámara, Acción"            | 2014 | Ninguno | Violetta - Il Concerto (Live) |
| "Vieni e Canta"                  | 2014 | Lodovica Comello                                                                                           | Violetta - Il Concerto (Live) |
| "On Beat"                        | 2014 | con el elenco de Violetta                                                                                  | Violetta - Il Concerto (Live) |
| "Juntos Somos Más"               | 2014 | con el elenco de Violetta                                                                                  | Violetta - Il Concerto (Live) |
| "Ser Mejor"                      | 2014 | con el elenco de Violetta                                                                                  | Violetta - Il Concerto (Live) |
| "Ser Mejor (Finale)"             | 2014 | con el elenco de Violetta                                                                                  | Violetta - Il Concerto (Live) |
| "Rescata Mi Corazón"             | 2014 | Ninguno | Gira Mi Canción               |
| "Queen of the Dance Floor"       | 2014 | Jorge Blanco, Facundo Gambandé, Nick Garnier and Samuel Nascimento                                         | Gira Mi Canción               |
| "Friends´Till the End"           | 2014 | con el Elenco de Violetta                                                                                  | Gira Mi Canción               |
| "Crecimos Juntos"                | 2015 | con el Elenco de Violetta                                                                                  | Violetta - Crecimos Juntos    |
| "Es Mi Pasion"                   | 2015 | Jorge Blanco, Facundo Gambandé, Nick Garnier & Samuel Nascimento                                           | Violetta - Crecimos Juntos    |
| "Llamame"                        | 2015 | con el Elenco de Violetta                                                                                  | Violetta - Crecimos Juntos    |
| "Solo Pienso en Ti"              | 2015 | Jorge Blanco, Facundo Gambandé, Nick Garnier & Samuel Nascimento                                           | Violetta - Crecimos Juntos    |
| "Mas Que una Amistad"            | 2015 | Jorge Blanco, Facundo Gambandé, Nick Garnier & Samuel Nascimento                                           | Violetta - Crecimos Juntos    |
| "Mi Princesa"                    | 2015 | Jorge Blanco, Facundo Gambandé, Nick Garnier & Samuel Nascimento                                           | Violetta - Crecimos Juntos    |
| "Mil Vidas Atras"                | 2015 | Jorge Blanco, Facundo Gambandé, Nick Garnier & Samuel Nascimento                                           | Violetta - Crecimos Juntos    |
| "Alguien Más"                    | 2022 | Camilú | Que Me Duela                  |
| "El Corazón a Veces se Equivoca" | 2024 | Benja Torres                                                                                               | Espinas                       |

## Giras musicales

### Como solista
- Nuestro Tour (2019)

| Fecha                   | Ciudad           | País      | Lugar                                  |
| ----------------------- | ---------------- | --------- | -------------------------------------- |
| Norteamérica            |                  |           |                                        |
| 19 de octubre de 2019   | Puebla           | México    | Sala Forum                             |
| 20 de octubre de 2019   | Oaxaca           | México    | Cantinflas Tropical Bar Oaxaca         |
| 24 de octubre de 2019   | Monterrey        | México    | Foro DiDi                              |
| 25 de octubre de 2019   | Guadalajara      | México    | Teatro Guadalajara Ignacio López Tarso |
| 27 de octubre de 2019   | Ciudad de México | México    | Barezzito Masaryk                      |
| Suramérica              |                  |           |                                        |
| 1 de noviembre de 2019  | Bogotá           | Colombia  | Teatro ABC                             |
| 16 de noviembre de 2019 | São Paulo        | Brasil    | Cine Joia                              |
| 7 de diciembre de 2019  | Buenos Aires     | Argentina | La Trastienda                          |

| Fecha                   | Ciudad     | País     | Lugar                          |
| ----------------------- | ---------- | -------- | ------------------------------ |
| Suramérica              |            |          |                                |
| 8 de noviembre de 2019  | Lima       | Perú     | Centro de Convenciones Scencia |
| 9 de noviembre de 2019  | La Paz     | Bolivia  | Salón Fantasio                 |
| 15 de noviembre de 2019 | Asunción   | Paraguay | Hotel Guaraní Asunción         |
| 30 de noviembre de 2019 | Montevideo | Uruguay  | Radisson Victoria Plaza        |

- Ruggero Acoustic Tour (2021)
- Volver a Cero Tour (2022-2023)

| Volver a Cero Tour es la tercera gira de conciertos del cantante italiano Ruggero Pasquarelli. La gira apoya a su segundo álbum, Volver a Cero (2022). La gira empezó el 1 de septiembre de 2022 en Buenos Aires, Argentina. La gira fue anunciada por el cantante en el mes de junio de 2022. En los meses siguientes, se anunciaron más fechas. Fechas \| Fecha \| Ciudad \| País \| Lugar \| \| ------------------------ \| ---------------- \| --------- \| ------------------------------ \| \| Suramérica \| \| \| \| \| 1 de septiembre de 2022 \| Buenos Aires \| Argentina \| Teatro Opera Orbis Seguros \| \| 8 de septiembre de 2022 \| Montevideo \| Uruguay \| Magnolio Sala \| \| 9 de septiembre de 2022 \| Córdoba \| Argentina \| Quality Teatro \| \| 11 de septiembre de 2022 \| Rosario \| Argentina \| Centro Cultural Güemes \| \| 17 de septiembre de 2022 \| Tucumán \| Argentina \| Complejo al Sol \| \| 24 de septiembre de 2022 \| Quito \| Ecuador \| Cámara de Comercio \| \| 4 de octubre de 2022 \| Santa Cruz \| Bolivia \| Estudio Radio Disney \| \| 9 de octubre de 2022 \| Buenos Aires \| Argentina \| Festival Ciudad Emergente \| \| Norteamérica \| \| \| \| \| 5 de noviembre de 2022 \| Monterrey \| México \| Teatro de la ANDA \| \| 8 de noviembre de 2022 \| Guadalajara \| México \| Teatro Vivian Blumenthal \| \| 9 de noviembre de 2022 \| Querétaro \| México \| Cúspide \| \| 10 de noviembre de 2022 \| Puebla \| México \| Sala Forum \| \| 12 de noviembre de 2022 \| Ciudad de México \| México \| Bajo Circuito \| \| 13 de noviembre de 2022 \| Ciudad de México \| México \| Bajo Circuito \| \| 14 de mayo de 2023 \| Ciudad de México \| México \| Lunario Del Auditorio Nacional \| |                  |           |                                |
| Fecha | Ciudad           | País      | Lugar                          |
| Suramérica |                  |           |                                |
| 1 de septiembre de 2022 | Buenos Aires     | Argentina | Teatro Opera Orbis Seguros     |
| 8 de septiembre de 2022 | Montevideo       | Uruguay   | Magnolio Sala                  |
| 9 de septiembre de 2022 | Córdoba          | Argentina | Quality Teatro                 |
| 11 de septiembre de 2022 | Rosario          | Argentina | Centro Cultural Güemes         |
| 17 de septiembre de 2022 | Tucumán          | Argentina | Complejo al Sol                |
| 24 de septiembre de 2022 | Quito            | Ecuador   | Cámara de Comercio             |
| 4 de octubre de 2022 | Santa Cruz       | Bolivia   | Estudio Radio Disney           |
| 9 de octubre de 2022 | Buenos Aires     | Argentina | Festival Ciudad Emergente      |
| Norteamérica |                  |           |                                |
| 5 de noviembre de 2022 | Monterrey        | México    | Teatro de la ANDA              |
| 8 de noviembre de 2022 | Guadalajara      | México    | Teatro Vivian Blumenthal       |
| 9 de noviembre de 2022 | Querétaro        | México    | Cúspide                        |
| 10 de noviembre de 2022 | Puebla           | México    | Sala Forum                     |
| 12 de noviembre de 2022 | Ciudad de México | México    | Bajo Circuito                  |
| 13 de noviembre de 2022 | Ciudad de México | México    | Bajo Circuito                  |
| 14 de mayo de 2023 | Ciudad de México | México    | Lunario Del Auditorio Nacional |

### ConVioletta
- Violetta en vivo (2013-2014)
- Violetta Live (2015)

### ConSoy Luna
- Soy Luna Live (2018)
- Soy Luna en vivo (2018)

## Premios y nominaciones
| Año  | Premiación                    | Categoría                 | Trabajo                                  | Resultado | Ref    |
| ---- | ----------------------------- | ------------------------- | ---------------------------------------- | --------- | ------ |
| 2015 | Kids' Choice Awards Argentina | Bombón                    | Violetta                                 | Ganador   |        |
| 2016 | Kids' Choice Awards Colombia  | Actor Favorito            | Soy Luna                                 | Ganador   |        |
| 2016 | Kids' Choice Awards Argentina | Actor Favorito            | Soy Luna                                 | Ganador   | [ 23 ] |
| 2016 | Kids' Choice Awards Argentina | Momento Viral             | Ruggelaria (Ruggero y Candelaria)        | Ganador   | [ 23 ] |
| 2017 | Kids' Choice Awards Colombia  | Actor Favorito            | Soy Luna                                 | Ganador   |        |
| 2017 | Tú Awards                     | #El chico sexy            | Soy Luna                                 | Nominado  |        |
| 2017 | Tú Awards                     | #La parejita más cute     | Ruggero Pasquarelli & Candelaria Molfese | Nominados |        |
| 2018 | Kids' Choice Awards México    | Youtuber Musical Favorito | Él mismo                                 | Ganador   |        |